# Søstre på frierfødder
|  | Denne artikel er oprettet af botten PalnaBot ud fra en ekstern database. Den kan derfor have sproglige fejl eller mangler. Denne skabelon kan fjernes efter kontrol af indholdet. |

Søstre på frierfødder er en film instrueret af Eske Holm.

## Handling
Kvindefælden: En magtkamp udspilles i dansestudiet. En kamp om underkastelse og undertrykkelse. Den kvindelige instruktør piner den moderne danser. Bag sadismen lurer ensomheden. I dette seksuelle kaos er det svært at skelne, hvem der er det egentlige...